# Moduli Google
Moduli Google è un'app per la creazione di sondaggi inclusa nella suite per ufficio di Google Drive insieme a Documenti Google, Fogli Google e Presentazioni Google. Moduli include tutte le funzionalità di collaborazione e condivisione presenti in Documenti, Fogli e Presentazioni.

## Aggiornamenti e funzionalità
Google Moduli è uno strumento che consente di raccogliere informazioni dagli utenti tramite un sondaggio o un quiz personalizzato. Le informazioni vengono quindi raccolte e automaticamente collegate a un foglio di calcolo. Il foglio di calcolo è poi compilato con le risposte che gli utenti hanno dato ai sondaggi e ai quiz. Il servizio moduli ha subito diversi aggiornamenti nel corso degli anni. Le nuove funzionalità includono, a titolo esemplificativo ma non esaustivo, la ricerca di menu, la possibilità di mostrare le domande in ordine casuale, la limitazione delle risposte a una volta per persona, URL più brevi, temi personalizzati, la generazione automatica di suggerimenti di risposta durante la creazione dei moduli e un'opzione "Carica file" per gli utenti che rispondono alle domande che richiedono loro di condividere contenuti o file dal proprio computer o Google Drive. La funzione di caricamento è disponibile solo tramite Google Workspace. Nell'ottobre 2014, Google ha introdotto componenti aggiuntivi per Google Moduli, che consentono agli sviluppatori di terze parti di creare nuovi strumenti per più funzionalità nei sondaggi.
A luglio 2017, Google ha aggiornato il servizio con diverse nuove funzionalità. La "convalida intelligente della risposta" è in grado di rilevare l'inserimento di testo nei campi del modulo per identificare ciò che è scritto e chiedere all'utente di correggere le informazioni se queste sono state inserite erroneamente. A seconda delle impostazioni di condivisione dei file in Google Drive, gli utenti possono richiedere di caricare file da persone esterne alle rispettive società, con il limite di archiviazione inizialmente impostato su 1 GB, che può essere modificato in 1 TB. Una nuova griglia di controllo consente risposte multi-opzione in una domanda. In Impostazioni, gli utenti possono apportare modifiche che incidono su tutti i nuovi moduli, ad esempio raccogliendo sempre indirizzi e-mail.